# De første danske reportagefilm
De første danske reportagefilm er en dansk dokumentarfilm fra 1995 med instruktion og manuskript af Prami Larsen.

## Handling
En kavalkade af de første danske film overhovedet af hoffotograf Peter Elfelt optaget ved århundredeskiftet.